# Takehito Shigehara
Takehito Shigehara (født 6. oktober 1981) er en tidligere japansk fodboldspiller.
Han har spillet for flere forskellige klubber i sin karriere, herunder Kawasaki Frontale og Kashiwa Reysol.